# Pedro Anzúrez de Camporredondo
Pedro Anzúrez Enríquez de Camporredondo, conocido también como Peranzúrez, Peranzures, Peranzules, Pero de Anzures o Pedro Ansur de Campo Redondo (Sahagún, España, ca. 1505 – Yaguana, isla La Española, 1543) fue un conquistador y explorador español que actuó en la conquista del Perú y en las primeras fases de la guerra civil entre los conquistadores del Perú (guerra de Las Salinas y guerra de Chupas). Exploró además el llamado país de los chunchos (selva del sureste del Perú y noroeste de Bolivia) y fundó la Villa de la Plata (actual Sucre, en Bolivia) en 1538 y ocupó el cargo de teniente de gobernador de Charcas de 1540 a 1542.

## Primeras actuaciones
Al parecer, llegó al Perú en 1535 junto con Hernando Pizarro, pasando luego a Lima, ciudad recientemente fundada por Francisco Pizarro para ser la capital de su gobernación. Se ganó pronto la confianza del marqués-gobernador, quien lo envió a España para que informara al emperador Carlos V sobre la sublevación de Manco Inca, que amenazaba con hacer perder los avances logrados en la conquista del Imperio inca. Peranzúrez cumplió su misión ante la emperatriz Isabel de Portugal y los consejeros de Indias, pues el emperador se hallaba ausente de España.

## En la Guerra de Las Salinas

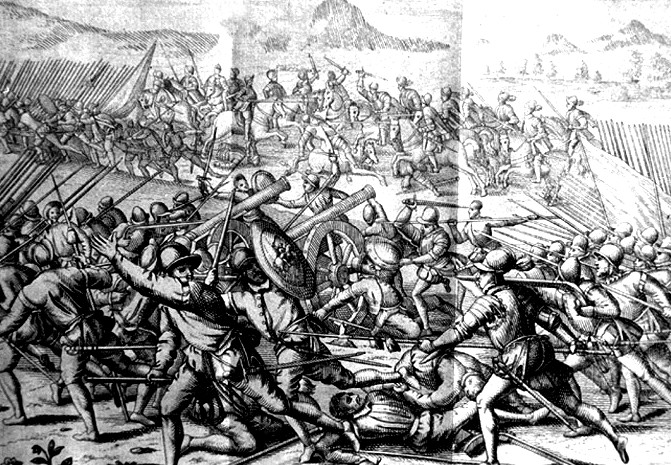
Batalla de las Salinas.

De retorno en el Perú en 1537, trajo consigo cincuenta arcabuceros y otros tantos ballesteros, así como varias cartas del emperador, el cual, ya enterado de la disputa entre Francisco Pizarro y Diego de Almagro sobre los límites de sus respectivas jurisdicciones, requería en una de esas misivas que ambos permanecieran donde estaban, hasta que la Corona zanjara definitivamente la disputa. Peranzúrez entregó todas esas cartas a Francisco Pizarro, aunque ya por entonces había estallado la primera guerra civil entre los conquistadores, luego que Almagro, tras su fracasada expedición a Chile, ocupara el Cuzco y tomara prisioneros a Hernando y a Gonzalo Pizarro, hermanos de Francisco.
Tras ser liberado Hernando, este decidió enfrentar a Almagro, organizando un ejército al que se sumó Peranzúrez como capitán de caballería. Pizarristas y almagristas se encontraron cerca del Cuzco, librándose la feroz batalla de las Salinas, el 6 de abril de 1538, donde Peranzúrez enarboló una de las banderas imperiales escoltado por su hermano Gaspar Rodríguez de Camporredondo. Triunfaron los pizarristas y Almagro fue capturado y ejecutado.

## La entrada al país de los Chunchos
El victorioso Hernando Pizarro otorgó entradas o permisos para descubrir y conquistar nuevas tierras a algunos de sus más leales subordinados. Entre ellos estaba Peranzúrez, a quien le correspondió organizar una expedición al país de los chunchos (al este del Cuzco, en la región selvática), recibiendo para tal fin el título de Capitán General. Hernando le cedió los soldados de Pedro de Candía, cuando este retornó de su fracasada expedición a Ambaya.
Peranzúrez avanzó con sus hombres hasta Carabaya donde descansó dos meses, preparándose para las duras jornadas que se le avecinaban. A fines de septiembre atravesó el valle y comenzó a escalar los Andes, al frente de 300 españoles y más de 8000 indios cargueros. Descendieron a una provincia de territorio áspero y tuvieron que avanzar a fuerza de hachas y machetes. De pronto llegaron frente a un río torrencial, que el cronista Antonio de Herrera y Tordesillas llama río de los Omapalcas y que muy posiblemente se trate del río Beni. Decidieron construir balsas para ganar la otra orilla, pero fueron recibidos por los indios maquires con flechas envenenadas, las cuales hirieron a muchos españoles. Peranzúrez repelió el ataque, pero no pudo evitar que entre sus hombres cundiera el terror de ser víctimas de esos dardos, que causaban una horrenda muerte. Por si fuera poco, el hambre empezó a causar estragos, aumentando el descontento. Peranzúrez decidió avanzar con treinta jinetes para explorar la región, mientras que el resto de sus hombres acampaban a orillas del río. Uno de sus subordinados, Juan Alonso Palomino, se adelantó con once jinetes, pero solo descubrió que la región era más pobre todavía. De regreso todos al campamento, Peranzúrez decidió pasar a la zona del altiplano andino de la actual Bolivia, pues ya el invierno se aproximaba.
Los expedicionarios se abrieron camino en medio de torrenciales lluvias. El hambre, las enfermedades y la dura fatiga causaron numerosas bajas; tres mil indios cargueros murieron y los restantes empezaron a comerse unos a otros. El 6 de enero de 1539 volvieron a vadear el río Beni y nuevamente sufrieron la hostilidad de los nativos. Llegaron a una región llamada Sietelinga, donde hallaron yuca, batata y maíz, por lo que permanecieron allí mes y medio. Continuando la marcha llegaron a Tacana, donde hallaron un poco de maíz y de cacao silvestre. No obstante, más expedicionarios murieron, víctimas del hambre y las enfermedades. En Tacana fueron abandonados a su suerte unos 50 españoles, tan débiles que ya no podían caminar; los demás, apoyándose unos a otros, continuaron la marcha. Muchos fueron muriendo a lo largo del camino.
Finalmente llegaron a Quiquijana y allí los españoles sobrevivientes se arrodillaron dando las gracias a Dios por haber conservado la vida. En total, en esta expedición murieron 143 españoles y 4000 indios, así como se perdieron 220 caballos, los cuales fueron comidos por los mismos expedicionarios. De Quiquijana, Peranzúrez pasó a Ayaviri, donde se encontró con Pedro de Candía, quien socorrió a los sobrevivientes que habían sido sus soldados. También se le unió allí su hermano Gaspar Rodríguez de Camporredondo con setenta hombres (marzo de 1539).

## Fundación de la villa de la Plata
Después de que Gonzalo Pizarro haya acampado en el poblado de “Guayapaccha”, en el año 1538, y de que erigiera una capilla como muestra de que el campamento ser ya definitivo, determinó que las comarcas de los yamparas, cara-caras y los denominados indios “charcas”, conformó la Provincia de los Charcas, Gonzalo Pizarro se encaminó de regreso al Perú —dejando a Diego de Rojas a cargo de Charcas— para pedir permiso de fundación a su hermano Francisco Pizarro, este aceptó, pero Gonzalo no regresaría a Charcas y, se encargó a Peranzúrez, quien ya estaba en el Tambo de Paria junto con Pedro de Candia para la entrada hacia los Chunchos, esta vez por el valle de los chiriguanaes de Tarija, Peranzúrez partió rumbo al Perú, en su lugar Diego de Rojas dejó Charcas —dejando a Francisco de Aguirre como encargado de Charcas— para asistir a los Chunchos, posteriormente Aguirre también partió rumbo hacia los Chunchos. 
Peranzúrez buscó una zona estable para fundar la ciudad, y se eligió sobre un poblado o comarca indígena que era unas colinas semiplanas cubierto de cedros y nogales; y, de frente dos cerros llamados Churuquella y Sica Sica, fundó la Villa de la Plata o “Villa de La Plata de la Nueva Toledo”. Esta villa, luego ciudad, fue conocida sucesivamente por diversos nombres: Charcas, Chuquisaca, y finalmente Sucre. En sus cercanías se descubrieron las célebres minas de plata de Porco, que daría origen a la villa imperial de Potosí.
Sin embargo, debido a la tardía investigación de la Fundación de La Plata, se presumía, desde el siglo XIX la fecha de 29 de septiembre como día de fundación, pero esta fecha se recordaba el apoyo que dieron los chuquisaqueños hacia el Rey en el conflicto de la rebelión de los encomenderos, los chuquisaqueños en dicha fecha desfilaron junto al estandarte real del Rey.
Desde el siglo XX a presente, se ha convenido en fijar la fecha de la fundación el 29 de septiembre de 1538 con Pedro Anzúrez de Camporredondo como fundador, lo que cronológicamente hace imposible que dicho personaje estuviese allí.

## En la Guerra de Chupas

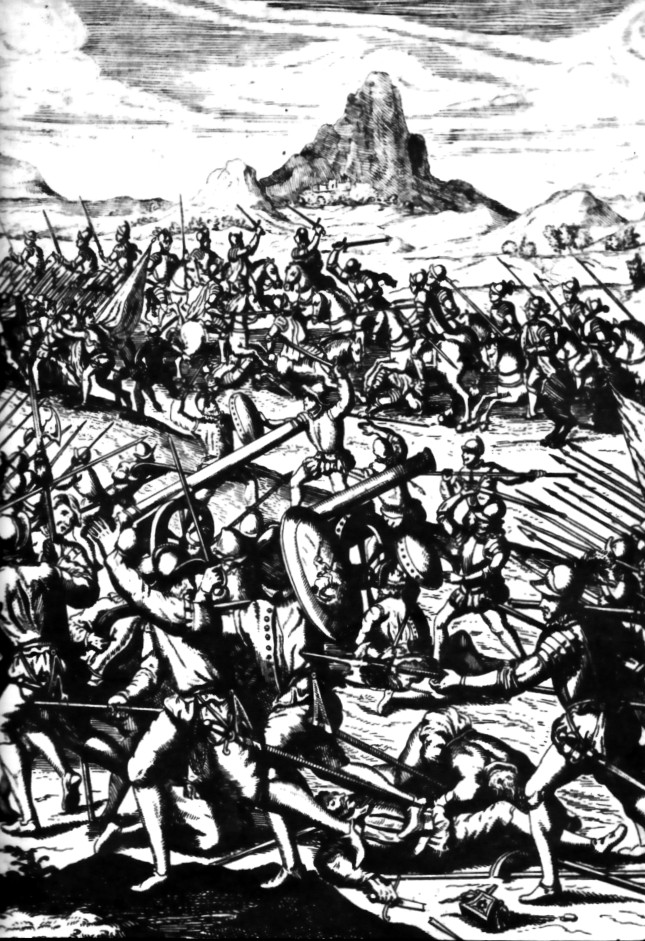
Batalla de Chupas.

En 1541 Peranzúrez emprendió una expedición hacia el Río de la Plata, pero cuando se hallaba avanzando por Santa Cruz de la Sierra, le llegó la noticia del asesinato de Francisco Pizarro a manos de los almagristas, quienes proclamaron gobernador a Diego de Almagro el Mozo, hijo de Almagro el Viejo. Peranzúrez regresó entonces a la Villa de la Plata, donde se ofreció para ser capitán de un ejército destinado a castigar a los almagristas rebeldes. Luego de vencer la oposición de algunos, se le otorgó dicho mando y partió con 52 jinetes, entre los que se encontraba su hermano Gaspar Rodríguez de Camporredondo; se les unió también Diego Centeno, a quien Peranzúrez nombró como su alférez. Todos ello llegaron a Arequipa, donde se les unieron un grupo de soldados que marchaban para unirse a Perálvarez de Holguín, otro capitán leal al rey que se había sublevado en el Cuzco. Todos juntos se dirigieron al Cuzco, donde los recibió Perálvarez, el cual nombró a Peranzúrez como su capitán de lanzas.
Mientras tanto, arribaba al Perú el visitador Cristóbal Vaca de Castro, con título de gobernador del Perú concedido por la Corona. Peranzúrez partió hacia Huaraz y se adelantó para recibir a Vaca de Castro, a quien hizo presente que contaba con todo el apoyo del capitán Perálvarez. En Huaraz participó de las fiestas que se organizaron por el recibimiento de Vaca de Castro. Luego, cumpliendo órdenes del mismo, pasó a Trujillo y a Piura, donde embargó todos los bienes del regidor Diego de Santiago, partidario de Almagro el Mozo, con cuyo importe —más de 18 000 pesos— pasó a Lima.
Enseguida, Peranzúrez volvió a unirse al ejército de Vaca de Castro, que desde Lima se adentró a la sierra, en busca de Almagro el Mozo, a quien alcanzaron en las cercanías de Huamanga. Peranzúrez se adelantó a observar la posición del enemigo, a quien descubrió en las lomas de Chupas, y de inmediato informó al gobernador. Se libró entonces la sangrienta batalla de Chupas, el 16 de septiembre de 1542, donde Peranzúrez combatió como capitán de caballería y recibió una grave herida en la cara, que demoró en curar en Huamanga.

## Muerte
Una vez recuperado de su herida, Peranzúrez pasó a Lima con el título de capitán de la guardia personal de Vaca de Castro. Poco después fue enviado España, comisionado para informar al emperador de la victoria de su bandera y sobre otros sucesos importantes del Perú. Partió del Callao, arribó a Panamá, pasó a Nombre de Dios y zarpó rumbo a España. Pero estando cerca de la isla de La Española, de pronto su nao fue atacada por tres bajeles de corsarios franceses, librándose un combate desigual en el que resultó herido Peranzúrez de un arcabuzazo en el pecho. El maestre de la nao puso varias velas en los palos, lo que le permitió alejarse de los corsarios y arribar a Yaguana o Santa María del Puerto, villa situada en uno de los extremos orientales de La Española. Allí acabó por morir Peranzúrez, siendo sepultado por los vecinos con grandes honores, como le correspondía por ser capitán perulero.